# Locomotiva CCFR 920
La locomotiva 920 era una locomotiva diesel costruita in esemplare unico per il Consorzio Cooperativo Ferrovie Reggiane, e venduta successivamente alle Ferrovie del Sud Est.

## Storia
La locomotiva venne costruita nel 1959 dalle Officine Meccaniche Italiane di Reggio Emilia, e fornita al Consorzio Cooperativo Ferrovie Reggiane, presso il quale venne classificata 920.101.
Nel 1973 venne venduta alle Ferrovie del Sud Est, in ricerca di una locomotiva da impiegare sia su treni merci che su convogli passeggeri, che la rinumerarono BB 170. Utilizzata saltuariamente perché poco affidabile (si verificarono frequenti guasti alla trasmissione idromeccanica), venne accantonata intorno alla metà degli anni ottanta e demolita nel 1990.

## Caratteristiche
Si trattava di una locomotiva a cabina centrale, con due ampi avancorpi, che nelle linee esteriori ricordava le coeve V 80 della Deutsche Bundesbahn, con cui però non aveva alcuna parentela tecnica.
La 920 aveva trasmissione idromeccanica, e un cambio a due riduttori, per il servizio passeggeri o merci. Era equipaggiata con un freno ad aria compressa tipo Westinghouse. Il motore, costruito dalle Reggiane su licenza MAN, era lo stesso delle locomotive BB Reggiane-Marelli: un V12 diesel che erogava una potenza di 675 kW circa.

## Livree
Inizialmente la macchina fu verniciata nel color amaranto tipico dei mezzi CCFR; con la cessione alle FSE fu ridipinta nella tonalità verde vagone tipica della società, e a metà 1983 nella livrea "grigio perla e blu orientale" ispirata ai colori in uso presso le  Ferrovie dello Stato.